# Mops condylurus
Mops condylurus — вид кажанів родини молосових.

## Середовище проживання
Цей кажан широко поширений на більшій частині Африки південніше Сахари. Цей вид багато в чому пов'язаний з саванами (як вологими так і сухими), хоча іноді зустрічається на краю лісу. 

## Стиль життя
Зазвичай спочиває в будівлях, дуплах дерев і ущелинах.